# Le Sauze-du-Lac
Le Sauze-du-Lac là một xã của tỉnh Hautes-Alpes, thuộc vùng Provence-Alpes-Côte d'Azur, đông nam nước Pháp.